# Francisco Javier Hernández Arnedo
Francisco Javier Hernández Arnedo OAR (ur. 13 stycznia 1941 w Cascante) – hiszpański duchowny rzymskokatolicki posługujący w Brazylii, w latach 1991-2017 biskup Tianguá.

## Życiorys
Święcenia kapłańskie przyjął 8 lipca 1965. 6 marca 1991 został prekonizowany biskupem Tianguá. Sakrę biskupią otrzymał 19 maja 1991. 15 lutego 2017 przeszedł na emeryturę.